# Povijest minulih godina
Povijest minulih godina ili Nestorov ljetopis (starosl. Повѣсть времeньныхъ лѣтъ; rus. По́весть временны́х лет, Povest' vremennykh let; ukr. По́вість вре́м'яних літ, Povist' vrem'anykh lit; bjelorus. Апо́весць міну́лых часо́ў, Apoviesć minułych časoŭ) spis je povjesničara Nestora u kojem se opisuje povijest Kijevske Rusi od 850. do 1100. 

## O Hrvatima
Hrvati se u spisu spominju sedam puta:

По мнозѣхъ же временѣхъ сѣлѣ суть словени по Дунаеви, кде есть нынѣ Угорьская земля и Болгарьская. От тѣхъ словенъ разидошася по земьли [...] А се ти же словѣне: хорвати бѣлии, серпь и хорутане. 
Nakon mnogo vremena naselili su Slaveni područje oko Dunava, gdje su sad Ugarska i Bugarska zemlja. I ti Slaveni razišli su se po zemlji [...]. A ti Slaveni jesu: Hrvati (Bijeli Hrvati), Srbi i Horutani. 
И живяху в мирѣ поляне, и древляне, и северо, и радимичи, и вятичи и хорвати.
I živjeli su u miru Poljani, Drevljani, Sjevernjaci, Radimići, Vjatići i Hrvati (Bijeli Hrvati).
В лѣто 6415. Иде Олегъ на Грѣкы, Игоря оставивъ Кыевѣ. Поя же множьство варягъ, и словѣнъ, [...], и радимичи, и хорваты...
Godine 6415. (907.) pošao je Oleg na Grke (tj. Bizant) ostavivši Igora u Kijevu. Uzeo je (poveo) mnoštvo Varjaga, Slavena, [...] Radimića i Hrvata (Bijelih Hrvata). 
В лѣто 6450. Семеонъ иде на хорваты, и побѣженъ бысть хорваты, и умре, оставивъ Петра, сына своего, княжить.
Godine 6450. (942.) Simeon (bugarski car) pošao je na Hrvate i pobijedili su ga Hrvati, umro je, ostavivši Petra, svoga sina, da vlada.
Въ лѣто 6501. Иде Володимиръ на Хорваты. Пришедшю же ему с войны хорватьской, и се печенѣзѣ придоша...
Godine 6501. (993.) Vladimir je pošao na Hrvate. Kad se vratio iz hrvatske vojne (tj. vojnog pohoda na Hrvate), došli su Pečenezi...

## Vanjske poveznice
- Povest' Vremennyh let (rus.)
- Электронные публикации Института русской литературы (Пушкинского Дома) РАН, Повесть временных лет – (Библиотека литературы Древней Руси) (rus.)